# Orie Kimoto
Naoko Yabuta  (薮田 尚子?, Yabuta Naoko), conosciuta principalmente col nome d'arte di Orie Kimoto (樹元 オリエ?, Kimoto Orie), (Tokyo, 26 gennaio 1979) è una doppiatrice giapponese.

## Doppiaggio

### Anime
- Nadeshiko - Tenshu Monogatari in Ayakashi: Samurai Horror Tales
- Ayame Kozakai in Ballad of a Shinigami
- Terima in D.Gray-man
- Saki Hyuga/Cure Bloom/Cure Bright in Pretty Cure Splash☆Star, Pretty Cure Splash☆Star - Le leggendarie guerriere e Power of Hope: Pretty Cure Full Bloom
- Studente (8 episodi) in Da Capo II
- Gril in (3 episodi) in Da Capo II: 2 serie
- Mugi Asai in Hitohira
- Mei Nishida in Majin Tantei Nōgami Neuro
- Shinobu in Nagasarete Airantō
- Sally in Neo Angelique Abyss
- Machird in Porphy no Nagai Tabi
- Saki Hyuga/Cure Bloom/Cure Bright in Eiga Pretty Cure All Stars DX - Minna tomodachi Kiseki no zenin daishūgō!
- Saki Hyuga/Cure Bloom/Cure Bright in Eiga Pretty Cure All Stars DX 2 - Kibō no hikari Rainbow Jewel wo mamore!
- Saki Hyuga/Cure Bloom/Cure Bright in Eiga Pretty Cure All Stars DX 3 - Mirai ni todoke! Sekai wo tsunagu Niji-iro no hana
- Momoko Fukushima in Area no Kishi
- Saki Hyuga/Cure Bloom in Eiga Pretty Cure All Stars New Stage 3 - Eien no tomodachi
- Saki Hyuga/Cure Bloom in Eiga Pretty Cure All Stars - Haru no carnival
- Saki Hyuga/Cure Bloom in Eiga Pretty Cure All Stars - Minna de utau Kiseki no mahō!
- Saki Hyuga/Cure Bloom in Eiga HUGtto! Pretty Cure Futari wa Pretty Cure - All Stars Memories